# Мониторинг радиоактивности
Мониторинг радиоактивности је контрола испуштања радиоактивног материјала и праћење његовог кретања у животној средини. Он обухвата мерење радијационих и других параметара ради процене и контроле излагања становништва. Контролисано испуштање радиоактивности у атмосферу и водене екосистеме је правно уређена пракса управљања отпадом у нуклеарној индустрији и сличним постројењима.

## Значај
Мониторинг животне средине омогућава утврђивање да ли је испуштање радиоактивности у околину у складу са прописаним границама за време нормалног рада нуклеарних постројења и осталих постројења која користе радиоактивни материјал. Такође мониторинг омогућава процену утицаја испуштене радиоактивности на животну средину и на здравље становништва. Ако се појаве непланирана испуштања или акциденати који доводе до тога да радиоактивност у животној средини прелази дозвољене границе, упозоравају се надлежне институције ради покретања поступка заштите животне средине и становништва од штетног дејства јонизујућег зрачења.

## Циљеви мониторинг
Примарни циљеви мониторинг програма за заштиту становништва и животне средине од радиоактивности су:
- процена стварног или могућег излагања критичне групе или становништва радиоактивним материјама у животној средини због рада нуклеарних постројења или због коришћења извора зрачења, од акцидената или од претходног рада;
- процена ефикасности мера контроле испуштања радиоактивних материја у животну средину и сагласност са дозвољеним нивоима испуштања;[4]
- благовремено откривање и идентификација узрока било ког неконтролисаног извора зрачења или радиоактивног загађења;
- провера да ли су испуњени важећи законски прописи и друга ограничња у раду са радиокативним материјалима;
- континуирано вођење евиденције нивоа радиоактивости у животној средини;
- информисање становништва о резултатима мониторинга.

## Врсте мониторинга
Постоје три врсте мониторинга: мониторинг на извору испуштања, мониторинг животне средине и индивидулани мониторинг.
Мониторинг на извору испуштања
Овај мониторинг је оријентисан на мерење дозе код извора и количину испуштених радионуклида.
Мониторинг животне средине
Обухвата мерење специфичне активности радионуклида у узорцима из животне средине који су релевантни за експозицију становништва, првенствено у ваздуху, води за пиће, пољопривредним производима и природној храни, као и у биоиндикаторима који концентришу радионуклиде. 
Индивидуални мониторинг
Ова врста мониторинга односи се на мерења вршена на појединцима из становништва. Није предвиђен у мониторингу код рутинских мерења, али може се вршити код акцидената за процену појединачне дозе.